# Scuticaria itirapinensis
Scuticaria itirapinensis là một loài lan đặc hữu của Brasil (São Paulo).